# پنتوس (فیلم ۲۰۰۸)
«پنتوس» (انگلیسی: Pontos (2008 film)) یک فیلم است که در سال ۲۰۰۸ منتشر شد.